# Beta (banda)
BETA es una banda de rock pop alternativo originaria de Cholula, Puebla. Sus integrantes empezaron a tocar juntos desde 2006, pero el proyecto formal de BETA inicia en 2011 cuando estrenan su primer disco independiente, dándose a conocer poco a poco con sus siguientes producciones, haciendo tours por todo México y han logrado compartir el escenario con artistas como DLD

## Inicio
Blas y Rodrigo se conocen desde los 14 años y desde sus años en secundaria empezaron a tocar juntos como pasatiempo. Poco tiempo después se unieron Álvaro y Diego y su banda en un inicio se llamó Drawn Faith, cambiando el nombre poco después a sólo Drawn. Con ese nombre lanzaron un álbum titulado Revólver en el 2007, pero decidieron empezar a tocar canciones en español y llevar el proyecto fuera de Cholula con miras a algo más profesional, con Blas como principal compositor de la letra de sus canciones. Así nace BETA en el 2011. Su nombre surge debido a que querían un nombre corto y fácil de recordar y pronunciar en cualquier idioma. También se basa un poco en el término usado en programación, las versiones "beta" o versiones de prueba, con la intención de reflejar que siempre están en constante cambio y renovación.

## Trayectoria
En el 2011 lanzan primer proyecto discográfico como BETA, con el mismo nombre y posteriormente, en 2013, lanzan el EP titulado "Luces" que les ayudaría a ganar más popularidad a nivel nacional e internacional, al ser seleccionado para participar en los eventos Canadian Music Week 2012 y en el CBGB Fest 2013 en Nueva York. Además del sencillo "Luces", también estaba "Cassiopea II", que fue elegido como tema oficial del videojuego llamado Skateboard Party 2. Ambos temas fueron producidos de manera independiente y su EP como tal fue mostrado entre lo más recomendable de las listas de Itunes.
En 2015 sufren un cambio en su alineación, el baterista Rodrigo Gonzáles sale de la banda y desde entonces BETA es considerado una agrupación trío y hace uso de bateristas independientes.
El 28 de mayo de 2016 lanzaron de manera oficial el disco Medusa en el bar Caradura. El disco se estrena bajo el sello de la casa disquera IL Sistema Music creado específicamente por su mánager Holly Hutchinson y firmando a BETA como únicos artistas. Fue grabado en los estudios Topetitud en la Ciudad de México y producido por Camilo Froideval.
Derivado de su producción discográfica Medusa, la banda grabó el video musical de "Atlas". dirigido por Gerardo Gómez y producido por Lola Films. El disco fue posicionado en la lista de los 50 temas más virales del 2016
En 2017, participan en el Vive Latino 2017.
En mayo de 2019 sacan su segundo disco titulado "Segunda Piel", con sencillos tales como "Yo Fugaz", "Salvador", "Colores", el cual fue presentado de manera formal en el Foro Indie Rocks el 5 de mayo. Posterior a ello, realizar un tour presentando su nueva gira junto con Serbia, en algo llamado "Animales Celestiales". A finales de año la banda anunció una presentación en grande en el Lunario del Auditorio Nacional, completamente dedicado a sus éxitos y su álbum Segunda Piel. 
Empezando el año 2020 hacen un Lunario del Auditorio en Sold Out.
2020; el crecimiento se ve opacado por pandemia. 
2021; con nuevo disco presentado en Indie Rocks repleto como primer show después de pandemia, se filmó completo para YouTube, junto a un tour por México llegando a Pal Norte por primera vez.
2022 se presentan en un show muy especial filmado para YouTube, abarrotando el Teatro de la ciudad, cdmx. 
2023 estrenan Ep, con lleno en un venue en cdmx con más de 700 personas, y realizando “Salvaje Tour” por todo México, llegando por primera vez a Anahaim y Los Ángeles. 
En 2024, graban en Sonic Ranch, Tornillo, Texas, bajo la participación; nuevamente, de Milo Froideval como productor. 
Se presentan en el Lunario del auditorio por segunda vez con un lleno total, en el cual dejaron un statement de Banda estable y querida por su público. 
Para 2025 presentarán su nuevo material llamado “A la mitad” del cual se han desplegado 3 sencillos en 2024. 

## Integrantes
- Blas Cernicchiaro - Voz principal y guitarra.
- Álvaro Contreras - Guitarra y coros.
- Arturo González - Bajista
- Julian Andre T. - Baterista

Integrantes anteriores:
- Rodrigo Gonzáles - Baterista.[5]
- Diego De la Torre - Bajista.
- Ray Avitia - Baterista.

## Discografía
| Álbum                              | Lista de canciones | Fecha de lanzamiento      | Información adicional |
| ---------------------------------- | --- | ------------------------- | --- |
| Revólver (Bajo el nombre de Drawn) | 1. En Ti 2. Transgénico 3. Solitario 4. Nameless 5. Un Paso Más 6. Mistaken 7. Memoria 8. Revolver 9. Al Caer 10. Answers                                    | 2007                      | Sello discográfico: Independiente |
| BETA                               | 1. Cavidad 2. Automática 3. Cincuenta y dos 4. Ciego 5. 5inco 6. Latencia 7. O+ 8. Radio 9. Sola de vega 10. My favorite game                                | 11 de octubre del 2011    | Sello discográfico: Nemo Musik |
| Luces (EP)                         | 1. Horizonte 2. Luces 3. Sin dirección 4. Cassiopea II | 20 de septiembre del 2013 | Sello discográfico: Independiente |
| Medusa                             | 1. Medusa 2. Atlas 3. Tres 4. Aire 5. Lejos 6. Hombre sin hombre 7. Veneno                                                                                   | 4 de noviembre de 2016    | Sello discográfico: IL Sistema Music Grabado en los estudios Topetitud. CDMX - Primer sencillo: Atlas - Segundo sencillo: Aire Producido por: Camilo Froideval |
| Secretos (Sencillo)                | 1. Secretos | 10 de marzo del 2017      | Sello discográfico: Independiente Sencillo promocional para su presentación en el Vive Latino 2017                                                             |
| Segunda Piel                       | 1. Yo Fugaz 2. Fantasma 3. Salvador 4. Colores 5. Celestiales 6. Firmamento 7. Frágil 8. Segunda Piel 9. Memoria Muscular 10. Ven a Buscarme                 | 26 de abril del 2019      | Sello discográfico: Independiente - Primer sencillo: Yo Fugaz - Segundo sencillo: Salvador - Tercer Sencillo: Colores                                          |
| Segunda Piel Revisitado (Acústico) | 1. Yo Fugaz (Acústico) 2. Salvador (Acústico) (Feat. Bratty) 3. Firmamento (Acústico) (Feat. Kar Accidents, INSITE) 4. Celestiales (Acústico) (Feat. SERBIA) | 3 de abril del 2020       | Sello discográfico: Independiente |
| Lo Desconocido                     | 1. Lo Desconocido (Intro) 2. En Movimiento 3. Necesarios Adversarios 4. Cuentas Claras 5. LQTHF 6. Invencible 7. 1:10000000 8. Nadie Escucha 9. Pausa        | 29 de octubre de 2021     | Sello discográfico: Sonnar |

## Giras
- Ya No Hay Respetour 2015[10]
- Medusa Tour[1]